# 拉丰特德拉菲格拉
拉丰特德拉菲格拉，是西班牙巴伦西亚自治区巴伦西亚省的一个市镇。总面积84平方公里，总人口2081人（2001年），人口密度25人/平方公里。